# Josef Jelínek (calciatore 1945)
Josef Jelínek (Praga, 9 gennaio 1945) è un ex calciatore cecoslovacco, di ruolo attaccante e centrocampista.

## Biografia
Nativo della Cecoslovacchia, dove oltre praticare calcio si era diplomato in meccanica. A seguito dei fatti della Primavera di Praga Jelinék si rifugia in Italia. Trasferitosi negli Stati Uniti d'America, terminata ivi la carriera agonistica, restò a viverci, stabilendosi nell'area di New York. Si sposò con una donna di nome Martha.

## Carriera
Formatosi calcisticamente in patria nello Slavia Praga e nel Dukla Praga, a seguito dei fatti della Primavera di Praga Jelinék si rifugia in Italia.
All'inizio del 1972 viene notato e poi ingaggiato dagli statunitensi del N.Y. Cosmos, franchigia della North American Soccer League, che lo girano in prestito per la prima parte dell'anno ai messicani del Veracruz. Dell'esperienza messicana Jelinék preservò un buon ricordo.
Nella stagione 1972, tornato a marzo con i newyorkesi, dopo aver vinto la Northern Division, si aggiudicò il torneo, disputando la finale da titolare e segnando il rigore decisivo per la vittoria per 2-1 sui St. Louis Stars.
Nella successiva stagione con i newyorchesi giunse invece a disputare le semifinali, perse contro i Dallas Tornado.
Nel 1974 venne ingaggiato dalla franchigia della North American Soccer League dei Rochester Lancers, che a campionato in corso lo cedettero ai Boston Minutemen. Nella stagione 1974 vinse con i bostoniani la Northern Division. Con i Minutemen la corsa al titolo nordamericano fu interrotta alle semifinali, perse contro i futuri campioni dei L.A. Aztecs. La stagione seguente Jelínek con i suoi raggiunse invece i quarti di finale. Nella stagione 1976 con i Minutemen non riuscì ad accedere ai play-off del torneo.

## Palmarès
- Campionato NASL: 1

New York Cosmos: 1972